# Lijst van voetbalinterlands Mozambique - Niger
Deze lijst van voetbalinterlands is een overzicht van alle officiële voetbalwedstrijden tussen de nationale teams van Mozambique en Niger. De landen speelden tot op heden drie keer tegen elkaar. De eerste ontmoeting was een kwalificatiewedstrijd voor de Afrika Cup 2015 op 10 september 2014 in Maputo. Het laatste duel, een vriendschappelijke wedstrijd, vond plaats in Nouakchott (Mauritanië) op 23 maart 2022.

## Wedstrijden
| №  | Plaats     | Datum             | Competitie                   | Wedstrijd          | Uitslag |
| -- | ---------- | ----------------- | ---------------------------- | ------------------ | ------- |
| 1  | Maputo     | 10 september 2014 | Afrika Cup 2015 kwalificatie | Mozambique − Niger | 1 − 1   |
| '2 | Niamey     | 19 november 2014  | Afrika Cup 2015 kwalificatie | Niger − Mozambique | 1 − 1   |
| 3  | Nouakchott | 23 maart 2022     | Vriendschappelijk            | Niger − Mozambique | 1 − 1   |

## Samenvatting
| Competitie              | Totaal gespeeld | Winst Mozambique | Gelijk | Winst Niger | Doelsaldo Mozambique – Niger |
| ----------------------- | --------------- | ---------------- | ------ | ----------- | ---------------------------- |
| Afrika Cup-kwalificatie | 2               | 0                | 2      | 0           | 2 − 2                        |
| Vriendschappelijk       | 1               | 0                | 1      | 0           | 1 − 1                        |
| Totaal                  | 3               | 0                | 3      | 0           | 3 − 3                        |

FMF · 
A-internationals · 
Mozambikaans vrouwenelftal
1970 – 1979 · 
1980 – 1989 · 
1990 – 1999 · 
2000 – 2009 · 
2010 – 2019 ·
2020 − 2029
Afrika Cup 1986 · 
Afrika Cup 1996 · 
Afrika Cup 1998 · 
Afrika Cup 2010
Algerije ·
Angola ·
Benin ·
Botswana ·
Burkina Faso ·
Centraal-Afrikaanse Republiek ·
Comoren ·
Congo-Brazzaville ·
Congo-Kinshasa ·
Egypte ·
Eritrea ·
Ethiopië ·
Gabon ·
Ghana ·
Guinee ·
Guinee-Bissau ·
Ivoorkust ·
Kaapverdië ·
Kameroen ·
Kenia ·
Lesotho ·
Libië ·
Madagaskar ·
Malawi ·
Mali ·
Marokko ·
Mauritanië ·
Mauritius ·
Namibië ·
Niger ·
Nigeria ·
Oeganda ·
Oman ·
Portugal ·
Rwanda ·
Senegal ·
Seychellen ·
Soedan ·
Somalië ·
Swaziland ·
Tanzania ·
Togo ·
Tunesië ·
Vietnam ·
Zambia ·
Zimbabwe ·
Zuid-Afrika ·
Zuid-Soedan
FNF · Nigerees vrouwenelftal
Interlands
Tegenstander:
Algerije ·
Angola ·
Benin ·
Botswana ·
Burkina Faso ·
Burundi ·
Congo-Brazzaville ·
Congo-Kinshasa ·
Djibouti ·
Egypte ·
Equatoriaal-Guinea ·
Ethiopië ·
Gabon ·
Gambia ·
Ghana ·
Guinee ·
Ivoorkust ·
Kaapverdië ·
Kameroen ·
Lesotho ·
Liberia ·
Libië ·
Madagaskar ·
Mali ·
Marokko ·
Mauritanië ·
Mozambique ·
Namibië ·
Nigeria ·
Oeganda ·
Oekraïne ·
Senegal ·
Sierra Leone ·
Soedan ·
Somalië ·
Swaziland ·
Tanzania ·
Togo ·
Tsjaad ·
Tunesië ·
Zambia ·
Zuid-Afrika